# Llucià Homs Capdevila
Llucià Homs y Capdevila (Vic, provincia de Barcelona, 20 de agosto de 1969 - ), es un galerista catalán, consultor cultural, comisario de exposiciones, art advisor y analista del mercado de arte. Es licenciado en Derecho por la Universidad de Barcelona y cursó el posgrado de comisariado y prácticas culturales en arte y nuevos medios en el MECAD (Media Centre of Art & Design).
En 2009 asume la dirección de La Fábrica Barcelona, espacio que cerró el año 2011. Ha sido el director de Promoción de los Sectores Culturales en el Instituto de Cultura del Ayuntamiento de Barcelona (2011-2015) y de La Virreina Centro de la Imagen, desde donde impulsó el programa de Fábricas de Creación. Entre otras iniciativas, ha impulsado proyectos como Talking Galleries, el think tank internacional que fundó en 2011 sobre las prácticas del galerismo y el sistema del arte; o como LOOP, la feria y festival de videoarte de Barcelona, en el año 2002. Desde 2016 es también el editor de la plataforma cultural Hänsel* y Gretel* centrada en la tríada cultura-ciudad-Barcelona, y que creó junto con Fèlix Riera. Es además articulista en La Vanguardia, donde escribe una columna semanal sobre el mercado internacional del arte; da clases en la Universidad de Barcelona sobre la economía del arte y desde 2019 dirige también la Fundación Salvat.
En 2023 ganó el Premio GAC (Galerías de Arte de Cataluña) por los 10 años de Talking Galleries y la revista Forbes lo escogió como uno de los 25 profesionales más relevantes de la escena artística española. Ha sido vicepresidente de la Unión de Galeristas de Arte de España y vocal de la Federación Europea de Galerías de Arte.